# Diaporthe sorbicola
Diaporthe sorbicola är en svampart som först beskrevs av Nitschke, och fick sitt nu gällande namn av Bref. & Tavel 1891. Diaporthe sorbicola ingår i släktet Diaporthe och familjen Diaporthaceae.   Inga underarter finns listade i Catalogue of Life.